# Aceituna
Aceituna – gmina w Hiszpanii, w prowincji Cáceres, w Estramadurze, o powierzchni 40,08 km². W 2011 roku gmina liczyła 626 mieszkańców.